# 陈省身
陈省身（国语罗马字：Shiing-shen Chern，1911年10月28日—2004年12月3日），號辛生，男，浙江秀水（今属嘉兴）人，美籍華人数学家，微分几何学家，對20世紀的數學和物理有龐大的影響。德国国家科学院院士、中央研究院院士，同时是英国科学院、意大利猞猁之眼国家科学院、法国皇家学会和中国科学院的外籍院士。陈省身是20世纪世界最重要的微分几何学家之一、也是最有影响力的数学家之一，曾长期担任加州大学伯克利分校、芝加哥大学数学教授。
陈省身于1982在伯克利主持创立了美国国家数学科学研究所，并担任研究所的首任所长，该研究所已成为世界最重要的数学研究中心之一。为了纪念陈省身，国际数学联盟于2010年成立了“陈省身奖”，以表彰在数学界做出最重大贡献的个人、是国际数学界最高荣誉之一。
他的定理和理論（陳-高斯-博內定理，陳-西蒙斯理論，陳類）在幾何、拓撲、物理、相對論、量子場論、等有很重要的應用。物理學家楊振寧將陳省身與歐幾里德、高斯、黎曼、嘉当並列。
他会说英语、德语、法语、国语和吴语，幫助在西方和華人之間架起了一座橋樑。

## 人物生平

### 早年生活
陈省身1911年10月28日生于浙江秀水县（今屬嘉興市）淡水镇下壙街（今建国北路）的一個書香門弟，其父陳寶楨15歲時曾考上秀才，並以《論語·學而》中的「吾日三省吾身」為自己的兒子命名為「省身」。而陈省身的雅號「辛生」是因為他出生當年正值辛亥革命，寓意「辛亥年出生」。1922年秀州中学毕业，来到天津。1923年，陈省身入读天津市扶轮中学（后改为天津铁路一中，2005年复名扶轮中学）。
1926年，陈省身考入南开大学数学系，1930年毕业、获学士学位。同年入清华大学任助教，1931年在北京清华大学开始攻读研究生，师从中国微分几何先驱孙光远，研究射影微分几何，1934年毕业、获硕士学位，为中国本土培养的第一名数学研究生。
1934年，陈省身获中华教育文化基金会奖学金（一说受清华大学资助），赴德国汉堡大学学习，师从几何学家威海姆·布拉希开，1936年2月获科学博士学位。毕业时中华教育文化基金会奖学金还有剩余，于是又转去法国巴黎跟从埃利·嘉当研究微分几何。

### 学术生涯

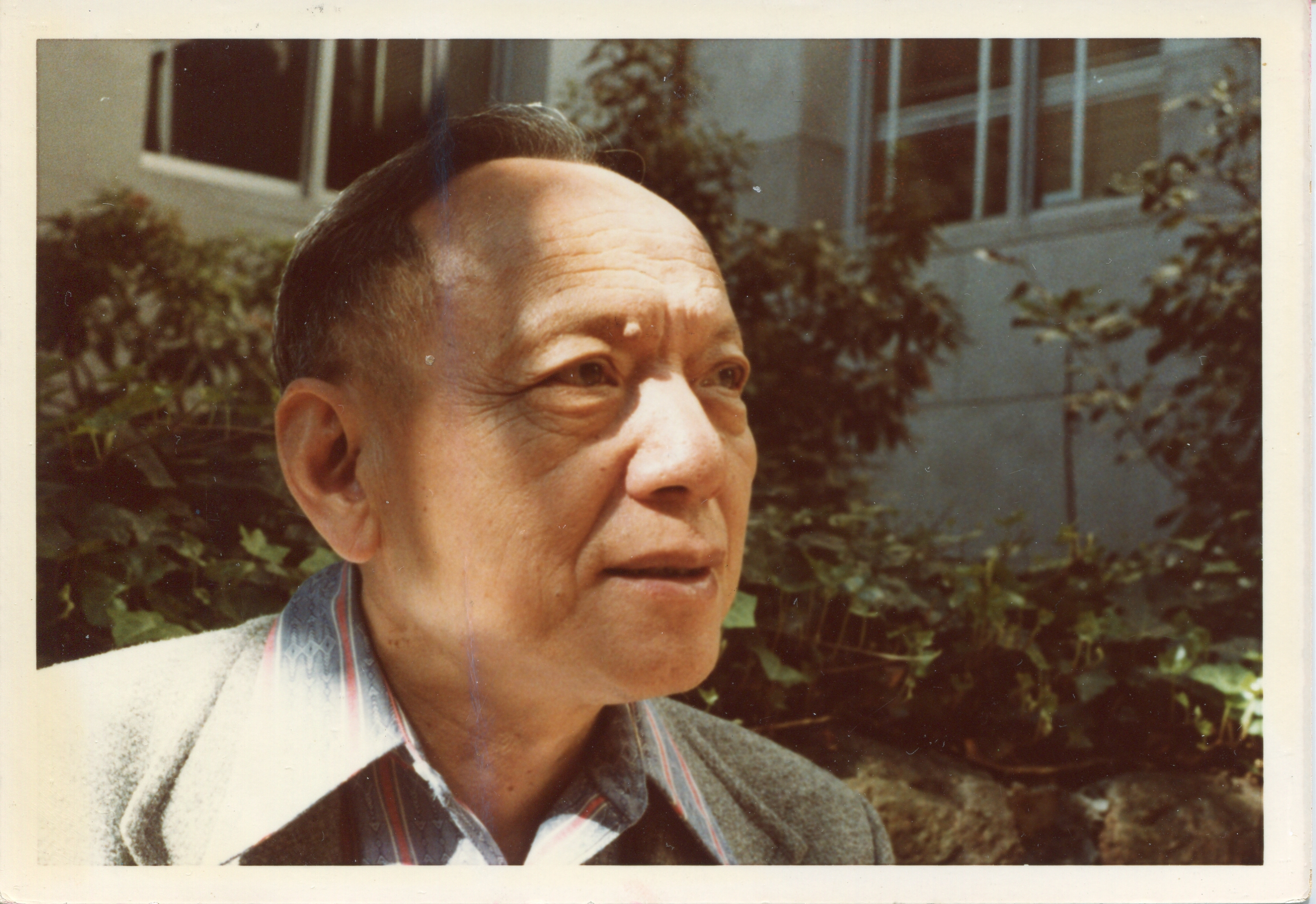
1977年的陳

1937年夏离开法国经过美国回国，陈省身担任清华大学教授；后因抗战随学校内迁至云南昆明，在北京大学、清华大学、南开大学合组的西南联合大学讲授微分几何。
1943年，应美国数学家奧斯瓦爾德·維布倫之邀，到普林斯顿高等研究院工作。這一年他完成了一篇划时代的论文《闭曲面流形高斯——博内公式的一个简单的内蕴证明》，发表在《数学纪事》第45卷第4期（1944）。 此后两年间，他完成了一生中最重要的工作：证明高维的高斯-博内公式，构造了现今普遍使用的陈类，为整体微分几何奠定了基础。
1946年抗战胜利后，回到上海，主持中央研究院数学研究所的工作，此后两三年中，他培养了一批青年拓扑学家。1948年，当选为中央研究院第一屆院士，时年36岁，是该届院士中最年轻的一位。

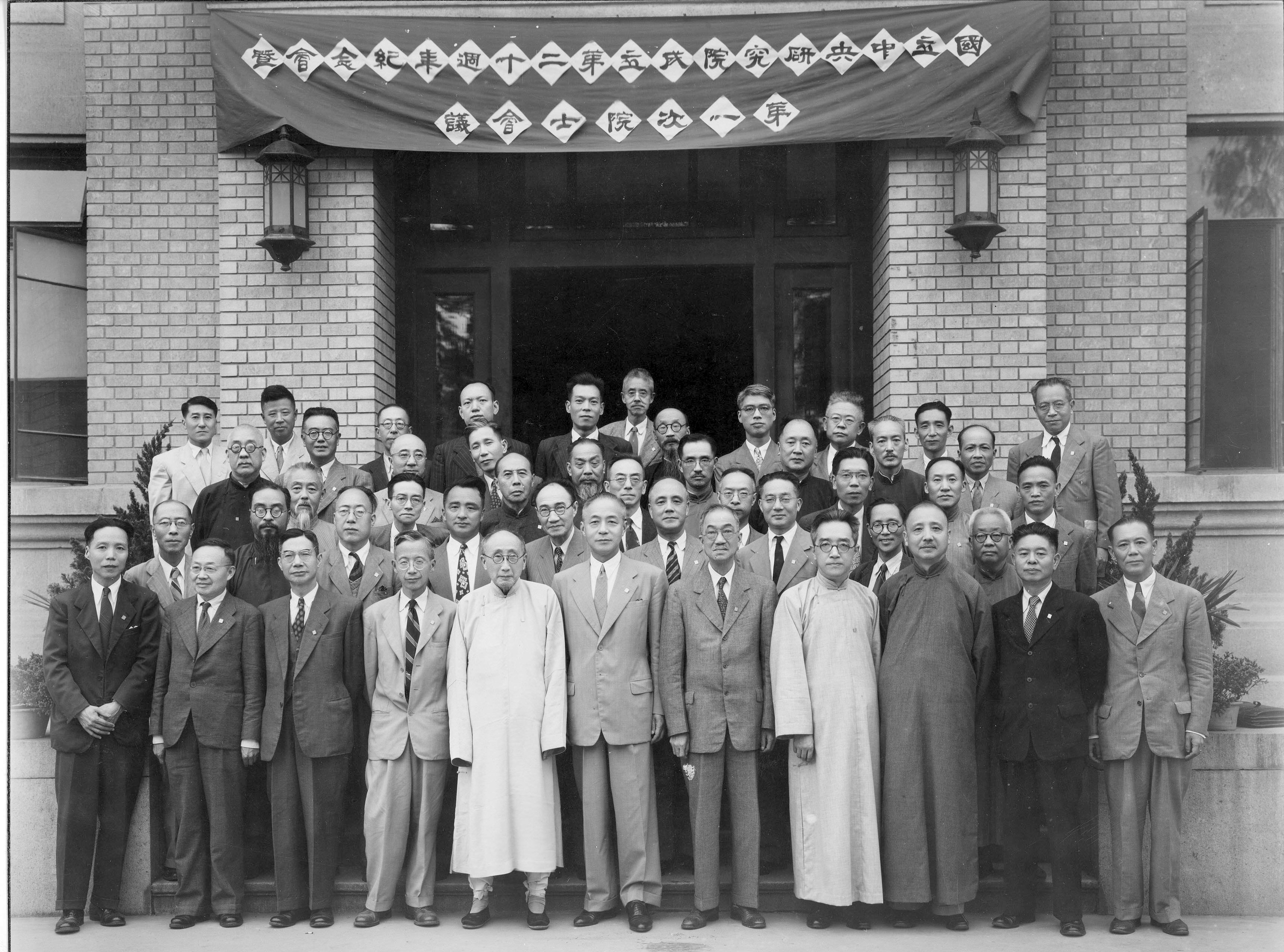
1948年中央研究院第一次院士会议合影，第五排左四为陈省身

1949年初，中央研究院迁往臺灣，陈省身应普林斯顿高等研究院院长奥本海默之邀举家迁往美国。1949年夏，在芝加哥大学接替了欧内斯特·普雷斯顿·莱恩的教授职位；欧内斯特·普雷斯顿·莱恩正是陈省身的导师孙光远当年在美留学时的导师；在此为复兴美国的微分几何做出了重要贡献。
1960年，陈省身受聘为加州大学伯克利分校教授，直到1979年退休为止。1961年当选为美国科学院院士，1963年至1964年间，任美国数学会副主席。陈省身晚年的一项重要贡献是1981年在加州大学柏克莱分校筹建以纯粹数学为主的美国国家数学科学研究所，他是第一任所长。陈省身是20世纪重要的微分几何学家，他还是菲尔茨奖与沃尔夫奖得主丘成桐在伯克莱加州大学的导师。

### 晚年生活
陈省身从加州大学伯克利分校退休后，又先后受聘为北京大学、南开大学、华东师范大学名誉教授。
1983年8月24日，中国政府开始“引进国外智力以利四化建设”工作后，9月，南开大学申报了第一个人才引进项目，提出了聘请陈省身为该校数学研究所全职所长。考虑到陈省身教授的国际影响较大，国务委员张劲夫指示予以支持，连续3年每年资助12万元。
1985年，在南开大学建立南开数学研究所，并担任首任所长。同年南开大学授予他名誉博士学位。
2000年1月12日，陈省身夫人郑士宁突发心肌梗死在天津逝世，享年85岁，此后陈省身曾表示将自己和夫人的骨灰埋在南开校园的意愿，墓地“有一块黑板，供后学者演习数学”。同年1月18日，天津市公安局出入境管理处授予陈省身等四名对天津经济、科技、教育领域作出突出贡献的外籍人士永久居留资格。此后陈省身在天津除继续从事数学研究以外，亦曾为本科生讲授微积分课程。
2004年11月29日，陈省身因身体不适被送往天津医科大学总医院住院治疗，2004年12月3日19时14分，陈省身在天津医科大学总医院逝世。逝世的噩耗传来后，南开大学陷入悲痛之中。南开学子自发聚集到新开湖边，点起烛光，悼念他们的校友，场面极为感人，南开校方亦规定12月3日晚间至15日禁止组织任何形式的娱乐活动。2005年12月，为纪念陈省身逝世一周年，南开数学所更名为陈省身数学研究所，并由江泽民题写所名。

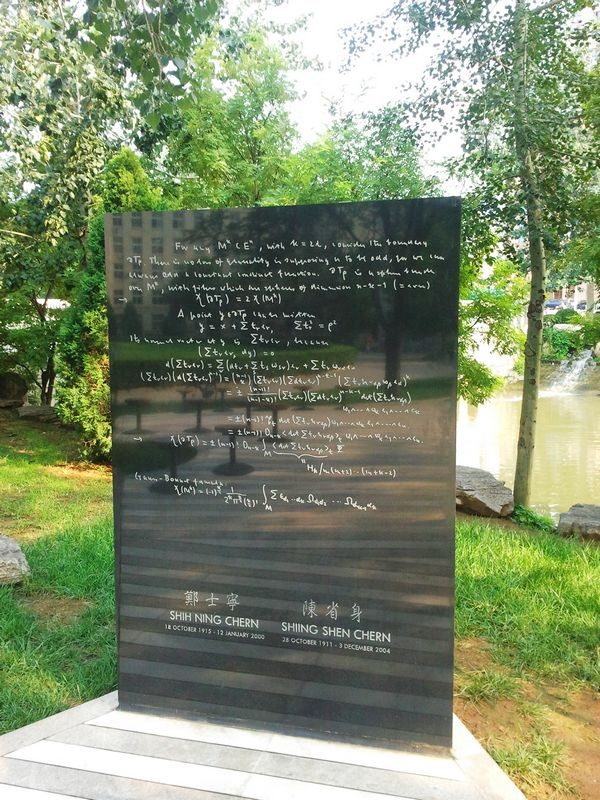
陈省身墓园的黑板状墓碑

陳省身的女兒陳璞嫁給物理學家朱經武，外孙朱俊杰（Albert Chu）后来成为建筑师，并以黑板为灵感设计了陈省身墓碑。2011年6月，陈省身墓园在南开大学省身楼前落成。

## 成就
陈省身结合微分几何与拓扑方法，先后完成了两项划时代的重要工作：其一为黎曼流形的陳-高斯-博內定理，另一为埃尔米特流形的示性类论。他引进的一些概念、方法与工具，已远远超出微分几何与拓扑学的范围而成为整个现代数学中的重要构成部分。由於這些重要工作，顶尖物理學家楊振寧將陳省身與歐幾里德、高斯、黎曼、嘉当並列。
陈省身其他重要的数学工作有：
- 紧浸入与紧逼浸入，由他和R.莱雪夫开始，历30余年，其成就已汇成专著。
- 复变函数值分布的复几何化，其中一著名结果是陈-博特定理。
- 积分几何的运动公式，其超曲面的情形系同严志达合作。
- 复流形上实超曲面的陈·莫泽理论，是多复变函数论的一项基本工作。
- 极小曲面和调和映射的工作。
- 陈-西蒙斯微分式是量子力学反常现象的基本工具。陈的学生詹姆斯·西蒙斯后来创立了对冲基金Renaissance Technologies。

## 荣誉
陈省身获得了许多科学荣誉。
- 1948年，獲美國National Medal of Science Israel, Wolf Prize Academician, Academia Sinica, R. O. C.
- 1961年，陈省身继物理学家吴健雄之后第二位具中華民國籍的美国国家科学院院士，这是美国科学界的最高荣誉职位。
- 1970年，获得美国数学协会的肖夫内奖。
- 1976年，获美国福特总统颁发的美国国家科学奖章，这是美国在科学、数学、工程方面的最高奖；陈省身和吴健雄是最早获得该项荣誉的华人科学家。
- 1983年，美国数学会“全体成就”的斯蒂尔奖。
- 1984年，获以色列总统贺索颁发的沃尔夫数学奖，这是世界数学领域的最高奖项之一；陈省身是获得沃尔夫奖荣誉的第一位华裔数学家、第二位华裔科学家。
- 2004年，获首届邵逸夫数学科学奖

此外，他还曾获得美国数学学会颁发的Chau-venet奖（1970年）、Steele奖（1983年）。并曾获得德国洪堡研究奖、俄罗斯罗巴切夫斯基数学奖等奖项。另外，他在2004年获首届邵逸夫数学科学奖。11月2日，经国际天文学联合会下属的小天体命名委员会讨论通过，1998CS2小行星被命名为“陈省身星”。
陈省身曾经三次应邀在国际数学家大会上作演讲：1950年在美国波士顿的剑桥，1958年在苏格兰的爱丁堡，1970年在法国的尼斯。1950年和1970年都是一小时报告，这是国际数学家大会上最高规格的学术演讲。
陈省身曾出任美国数学学会副主席。他还是法国、意大利、中華人民共和國等国的外籍院士。他也是第三世界科学院的创始发起者，英国皇家学会国外会员，巴西科学院的通讯院士，印度数学会名誉会员等。他曾被瑞士苏黎世联邦理工学院、柏林工业大学、香港科技大学等多所著名大学授予荣誉博士学位。

## 后世纪念

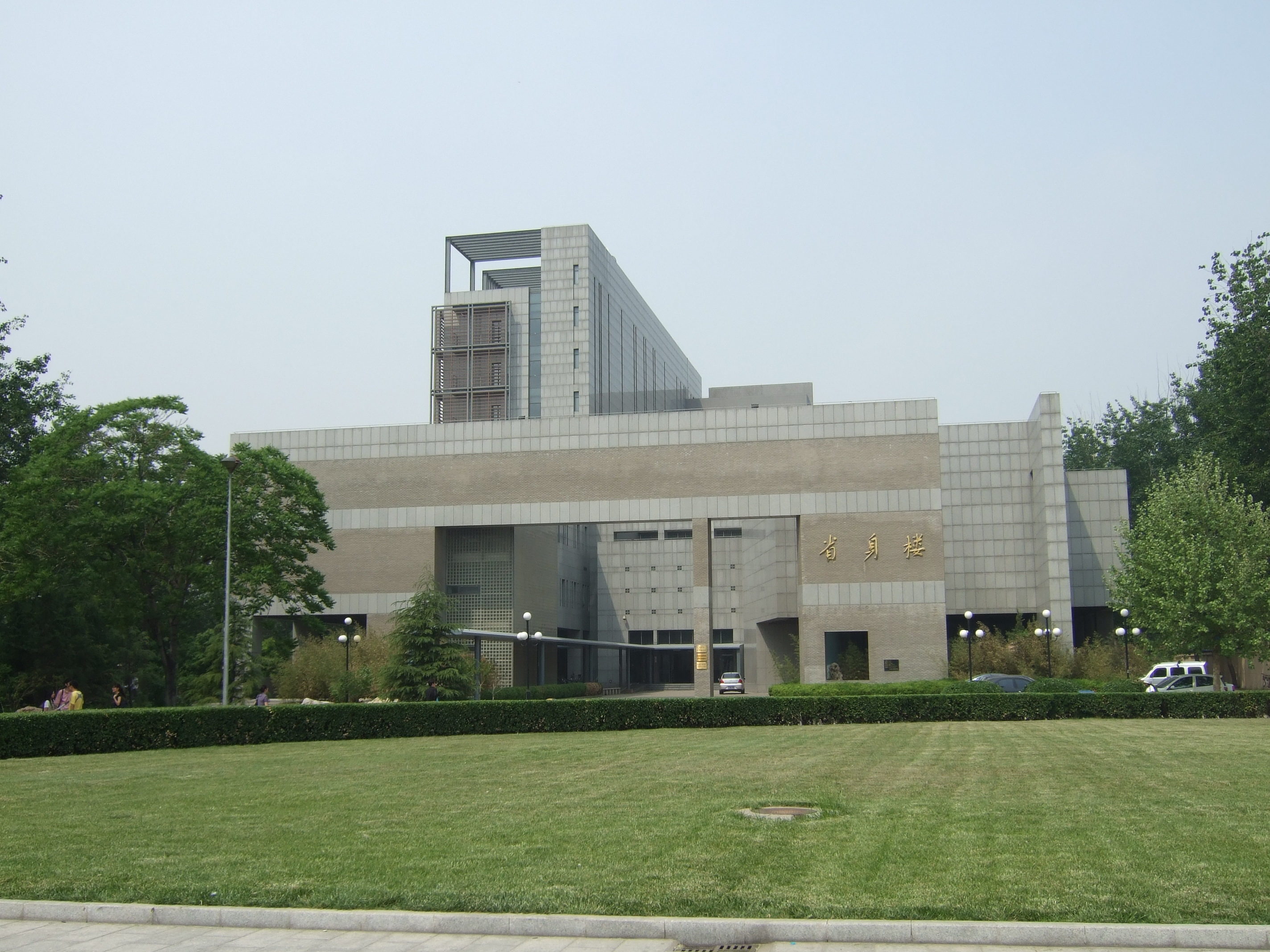
南开大学省身楼

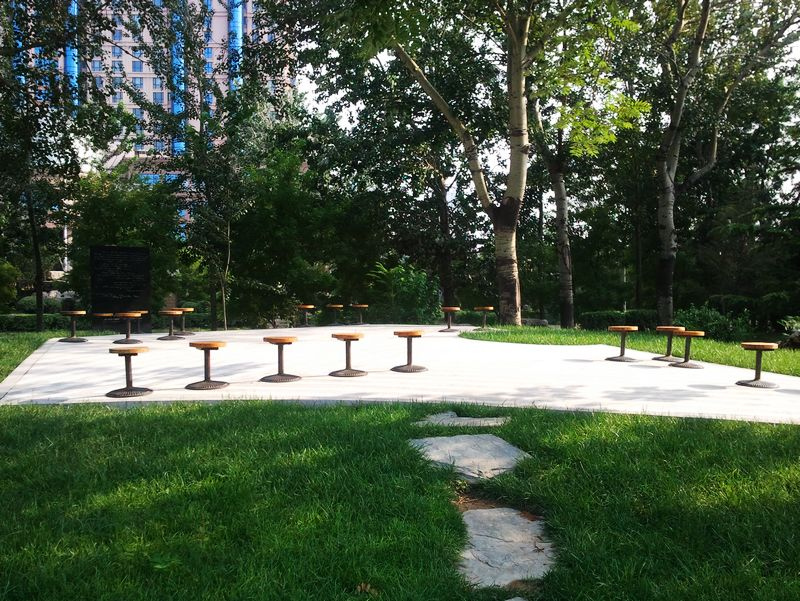
陈省身墓园全貌

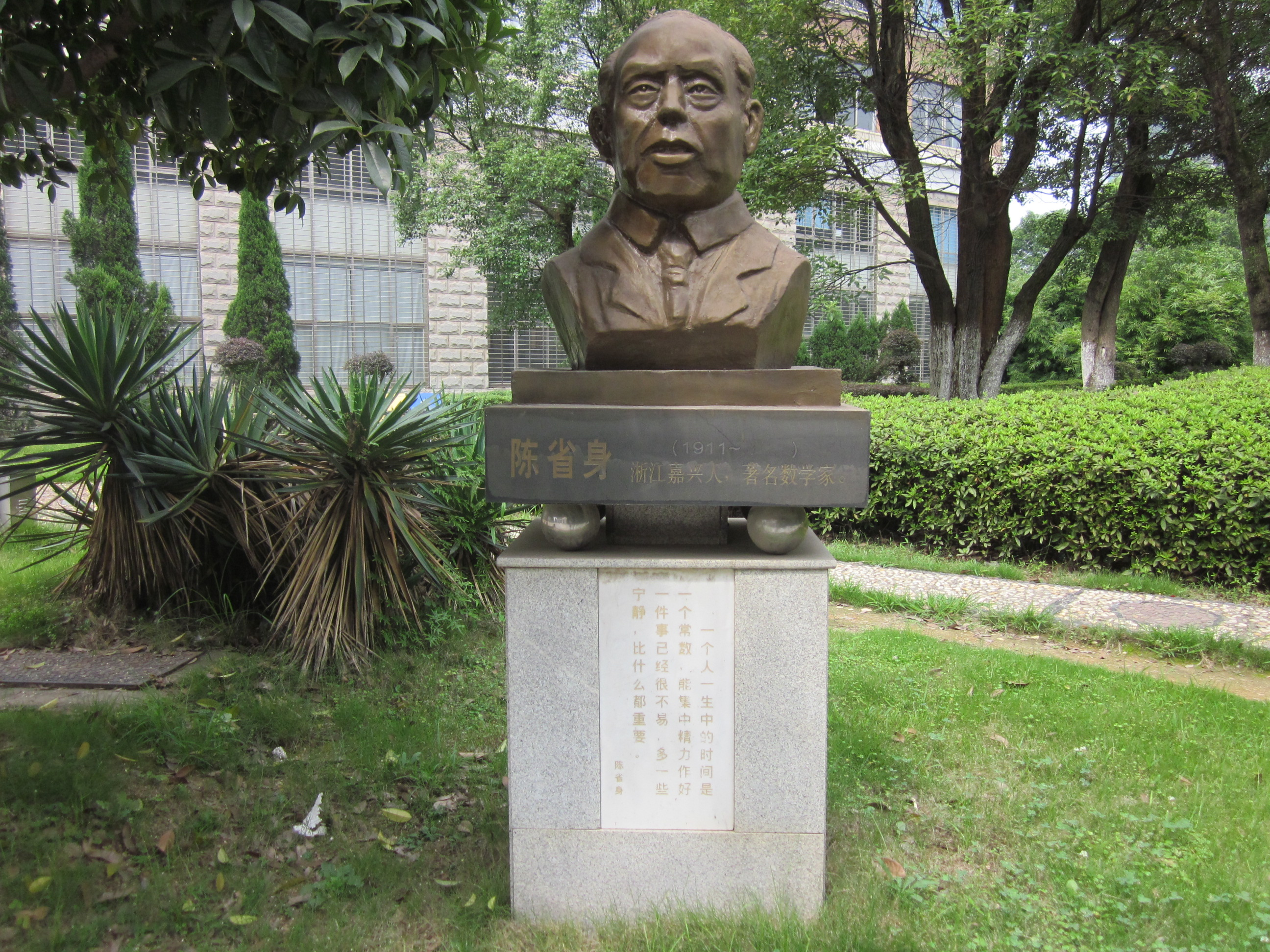
湖南涉外经济学院的陈省身半身雕像

2009年，国际数学联盟和陈省身基金会合作设立陈省身奖，在国际数学家大会颁发。
- 南开大学陈省身数学研究所、南开大学陈省身墓园、陈省身故居
- 陈省身数学奖、陈省身奖章
- 华东师范大学话剧《几何人生Ⅱ--大师陈省身》[25]

## 人物著作
- 《陈省身文集》 华东师范大学出版社
- 陈省身 陈维桓著 《微分几何讲义》
- Shiing Shen Chern, Topics in Differential Geometry, Princeton 1951
- Shiing Shen Chern Differential Manifolds 1953 University of Chicago
- Shiing Shen Chern, Complex Manifolds  University of Chicago, 1956
- Shiing Shen Chern: Complex manifolds without potential theory
- Shiing Shen Chern, Minimal Submanifolds in a Riemannian Manifold University of Kansas 1968
- Bao, David Dai-Wai; Chern, Shiing-Shen; Shen, Zhongmin Finsler Geometry
- Zhongmin Shen, Shiing-shen Chern, Riemann Finsler Geometry
- Shiing Shen Chern, Selected Papers, Vol I-IV, Springer
- Shiing Shen Chern, Geometrical Interpretation of he sinh-Gordon Equation
- Shiing Shen Chern, Geometry of quadratic differential manifolds
- Shiing Shen Chern, On the Euclidean connections in a Finsler Space
- Shiing Shen Chern, General Relativity and differential geometry
- Shiing Shen Chern, Geometry and physics
- Shiing Shen Chern, Web geometry
- Shiing Shen Chern, Deformation of surfaces preserving principle curvatures
- Shiing Shen Chern, Differential Geometry and Integral Geometry
- Shiing Shen Chern, Geometry of G-structures

## 个人軼事
陳省身不爱运动，非常喜欢下围棋，也喜欢打桥牌。
陳省身跟物理學家愛因斯坦有數面之緣。陳省身認為那时愛因斯坦已经老了，工作已经不那么重要。陳省身還私下表示 ：“我不知道他的物理如何，可是數學不過如此。”亞伯拉罕·派斯那本名著愛因斯坦傳《奇哉上蒼》（Subtle is the Lord）就提過陳省身：
|  | 陳省身所從事的是微分幾何的現代整體問題（Modern Global Problems）諸如纖維叢等。愛因斯坦既未寫過，也從未向我（派斯）說過，至於我（在此）的（寫作）目標是說明一下愛因斯坦當年的統一場論，也就是愛氏所關注的只有局部微分幾何，現在看來有些落伍了（也即是說就整體而論是不合適了），General Ricci Calculus是其主要工具。因此，本節的目的是從最容易的方法，也就是用薛丁格的方法來闡釋黎曼幾何的結果。 |

|  | 卓越的數學家陳省身有兩段開場白的敘述：一、我（陳省身）的感覺很奇怪，就是我在此所說的話題（廣義相對論與微分幾何）有一半我並不知道；二、我不久即看到愛因斯坦所遭遇的問題之極度困難是數學與物理學的不同。 |

陈省身说一生不做任何事带“长”的。
陈省身说自己带学生的方法就是不管他。

在昆明西南联合大学数学系任教時，楊振寧是陳微分几何课的學生。